# Galassia Occhio Nero
La Galassia Occhio Nero (anche nota come Galassia occhio del Diavolo, M 64 o NGC 4826), è molto ben conosciuta tra gli astronomi amatoriali poiché è ben visibile anche con piccoli telescopi; è una galassia a spirale, dalla forma a girandola, visibile nella costellazione della Chioma di Berenice.
Di fronte al luminoso centro galattico c'è una vistosa banda scura di polvere che assorbe la luce, da cui deriva il soprannome "Occhio nero".

## Osservazione

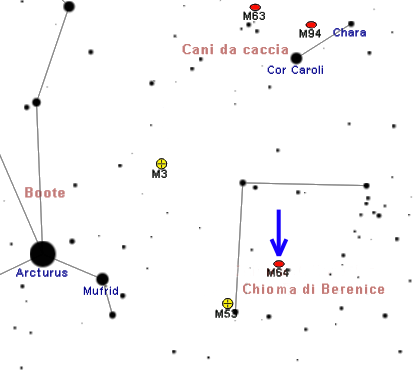
Mappa per individuare M64.

M64 può essere reperita con discreta facilità; si trova circa 3° a sud-est del bordo del grande ammasso stellare della Chioma, o in alternativa 10° a nord della stella Vindemiatrix (ε Virginis). La galassia è al limite della visibilità con un binocolo 10x50 nelle notti più limpide e buie, mentre per iniziare a distinguere una traccia di struttura, come il nucleo brillante, occorre un telescopio amatoriale da 80mm di apertura; strumenti da 150mm sono sufficienti per mostrarla come una chiazza ovaleggiante di 9' x 5' di diametro, con un lato del nucleo oscurato al bordo da una banda oscura e un alone debole e di aspetto nebuloso.
M64 può essere osservata con facilità da entrambi gli emisferi terrestri, grazie al fatto che la sua declinazione non è eccessivamente settentrionale; dalle regioni boreali è maggiormente osservabile e si presenta estremamente alta nel cielo nelle notti di primavera, mentre dall'emisfero australe resta sempre relativamente bassa, ad eccezione delle aree prossime all'equatore, sebbene sia comunque visibile da tutte le aree abitate della Terra. Il periodo migliore per la sua osservazione nel cielo serale è quello compreso fra febbraio e agosto.

## Storia delle osservazioni
Charles Messier osserva questa galassia nel marzo del 1780, descrivendola come una nebulosa la cui luminosità è due volte inferiore di quella di M53; ne riporta la posizione nella carta disegnata per la cometa del 1779. William Herschel è convinto che quest'oggetto sia in realtà un gruppo di stelle, così passò molte serate nel tentativo di risolverla: egli era infatti convinto che il nucleo fosse in realtà composto da una stella doppia molto stretta e la sua idea veniva rafforzata dall'osservazione a forti ingrandimenti; anche il figlio John è della stessa opinione. Sia Padre Heinrich Ludwig d'Arrest che Lord Rosse furono convinti essere riusciti a risolverla in stelle, in particolare la regione del nucleo, che venne descritto come un ammasso di deboli stelle.

## Caratteristiche
A prima vista M64 sembra assomigliare alle normali galassie girandola a spirale, oscurata in più punti da fitte nebulose oscure; tuttavia, recenti analisi dettagliate hanno portato alla scoperta che i gas interstellari e le stelle delle regioni esterne ruotano in direzione contraria rispetto ai gas e le stelle nelle regioni interne.
Alcuni astronomi ritengono che la rotazione contraria avrebbe avuto inizio quando M64 assorbì una propria galassia satellite, che sarebbe entrata in collisione con essa probabilmente più di un miliardo di anni fa. Nelle regioni di contatto tra le opposte rotazioni, i gas collisero, si compressero contraendosi, dando vita pertanto a una zona di formazione stellare molto attiva. Della piccola galassia che avrebbe impattato con M64 ora non resta quasi più nulla; le sue stelle sono state assimilate dalla galassia principale o sono state disperse nello spazio come stelle iperveloci, ma i segni della collisione sarebbero visibili nel moto contrario dei gas nelle regioni esterne di M64.
Nell'immagine sono di particolare interesse le calde e giovani stelle blu appena formatesi, insieme alle nubi rosa di idrogeno incandescente, che diventa fluorescente quando colpito dai raggi ultravioletti delle stelle appena formate.
La distanza di M64 è stimata essere di circa 17 milioni di anni luce dalla Terra (5.2 megaparsec), dunque molto in primo piano rispetto alla gran parte delle galassie osservabili in questa regione di cielo, in particolare quelle più a sud, del grande Ammasso della Vergine; nelle sue spire non sono mai state osservate supernovae. La sua distanza da noi aumenta di 377 km/s.

### Libri
- (EN) Stephen James O'Meara, Deep Sky Companions: The Messier Objects, Cambridge University Press, 1998, ISBN 0-521-55332-6.

### Carte celesti
- Toshimi Taki, Taki's 8.5 Magnitude Star Atlas, su geocities.jp, 2005. URL consultato il 7 novembre 2010 (archiviato dall'url originale il 5 novembre 2018). - Atlante celeste liberamente scaricabile in formato PDF.
- Tirion, Rappaport, Lovi, Uranometria 2000.0 - Volume I - The Northern Hemisphere to -6°, Richmond, Virginia, USA, Willmann-Bell, inc., 1987, ISBN 0-943396-14-X.
- Tirion, Sinnott, Sky Atlas 2000.0 - Second Edition, Cambridge, USA, Cambridge University Press, 1998, ISBN 0-933346-90-5.
- Tirion, The Cambridge Star Atlas 2000.0, 3ª ed., Cambridge, USA, Cambridge University Press, 2001, ISBN 0-521-80084-6.